# Chapelle de Saint-Clément
La chapelle de Saint-Clément  (en allemand : Clemenskapelle) est située à Trechtingshausen, une commune de la vallée du Haut-Rhin moyen dans l'arrondissement de Mayence-Bingen dans la Rhénanie-Palatinat (Allemagne).

## Description
L'édifice de style roman et l'ancienne église paroissiale de la commune est dédiée à Clément Ier. L'église a été construite dans le deuxième quart du  XIIIe siècle et est restée pratiquement inchangée. La date de l'ordination et l'identité du client sont inconnus. La chapelle est entièrement conservée.
Au moment de la construction, il y avait la paroisse de Saint-Clément en possession de l'abbaye de Kornelimünster. Les changements les plus importants sont les fenêtres de style gothique dans le transept et l'abside, et un pinacle gothique sur la tour. À la fin de la dernière rénovation au XXe siècle, la reconstruction extérieure en plâtre coloré est faite.
La basilique à piliers du roman tardif date de 1220 à 1230. Le bâtiment à trois nefs avec une nef courte à toit plat, transept aligné, abside circulaire et asymétrique tour ouest. Les éléments architecturaux du transept et de l'abside sont nettement plus riches que la voûte à nervures et des dosserets avec des anneaux tige ronde et de montrer au début style gothique. Au-dessus du passage à niveau est gonflé dans une voûte coupole à huit unité monte[pas clair] similaire à celle de la basilique Saint-Pierre de Sinzig. Les fenêtres trèfles claire-voie sont typique de l'art roman rhénan et sont fréquents dans le Moyen et le Bas-Rhin.
Elle est d'un point de vue géographique l'exemple situé le plus au sud de l'architecture de la région du Rhin inférieur. Cette architecture est reconnaissable entre autres par les couleurs vivantes et reconstruites après analyse[pas clair], par les fenêtres trilobées et par la rosace aveugle sur le fronton occidental. 
Dans le chœur et la nef latérale nord, on peut trouver des vestiges de fresques du XIVe siècle.
À côté de la vieille église paroissiale se trouve la chapelle Saint-Michel, l'ancien ossuaire de la commune qui date de la première moitié du XVe siècle. 